# Juan Campisteguy
Juan Campisteguy Oxcoby (7. rujna 1859. – 4. rujna 1937.) bio je urugvajski vojnik, odvjetnik i predsjednik Urugvaja.

## Biografija
Rođen je u Montevideu u vojničkoj obitelji.
Godine 1887. završio je studij prava, sudjelovao je u Quebrachoj revoluciji, pisao u novinama El Día. Bio ministar unutarnjih poslova od 1903. do 1904. godine, a od 1905. godine, bio je predsjednik urugvajskog senata.
Campisteguy je prije bio bliski politički saveznik dugogodišnjeg predsjednika Urugvaja Joséa Batlle y Ordóñeza, ali je nakon suradnje održavao neovisniji politički odnos unutar urugvajske stranke Colorado .
Bio je član Nacionalnog upravnog vijeća 1921. godine, a 1927. godine bio je izabran za predsjednika Urugvaja 1931. Za njegovog mandata žene su 1927. godine put glasale na lokalnim izborima i to za vrijeme referenduma u Cerro Chatu. 
Campisteguya je na mjestu predsjednika naslijedio Gabriel Terra .
Preminuo je u Montevideu 1937. godine.